# Linia kolejowa Aschersleben – Nienhagen
Linia kolejowa Aschersleben – Nienhagen – zlikwidowana obecnie normalnotorowa, niezelektryfikowana linia kolei regionalnej w landzie Saksonia-Anhalt w Niemczech. Początkowo zbudowaniem, a następnie zarządzaniem linią zajmowała się spółka Aschersleben-Schneidlingen-Nienhagener Eisenbahn AG (ASN).

## Historia
Przedsiębiorstwo kolejowe, które miało stać się operatorem tej linii, zostało założone 24 września 1895 r. pod nazwą Aschersleben-Schneidlingen-Nienhagener Kleinbahn AG. 22 maja 1928, nazwa spółki została zmieniona na Aschersleben-Schneidlingen-Nienhagener Eisenbahn AG.
Wśród założycieli znajdowało się przedsiębiorstwo Allgemeine Deutsche Kleinbahn-Gesellschaft AG, Hildesheimer Bank oraz miasta Gröningen, Kroppenstedt i Cochstedt, a także operator dwóch kopalni węgla brunatnego.
Tuż po powstaniu, przedsiębiorstwo ASN kupiło linię kolei dołowej o długości 9,9 km, która łączyła Aschersleben z Königsaue (otwartą przez związek zawodowy Graf Douglas 20 września 1892). Kupiono także inną linię kolei dołowej, funkcjonującej między Schneidlingen a kopalnią Archibald (0,6 km długości). Ponadto wynajęto od cukrowni Wiersdorff, Hecker & Co linię kolejową Nienhagen – Gröningen (4,0 km długości).
Regularny transport kolejowy na normalnotorowej linii Aschersleben West (po 1938: Nord) – Schneidlingen Nord – Nienhagen Süd został uruchomiony 1 kwietnia 1897. Dla mieszkańców licznych miast i gmin ASN przygotowało możliwość przesiadki na pociągi kolei państwowych; w Aschersleben możliwa była przesiadka na linię Halle – Halberstadt i Köthen – Aschersleben, w Schneidlingen na linię Staßfurt – Blumenberg i w Nienhagen na linię Magdeburg – Thale.
Przystanek początkowy w Aschersleben został przeniesiony 1 października 1910 r. na Hecklinger Straße – 400 metrów od dworca kolei państwowych. W związku ze zmianą lokalizacji stacji, przedłużono całą linię o 1 km.
Od 21 października 1903 operatorem linii stała się spółka Allgemeine Deutsche Kleinbahn-Gesellschaft AG (będąca głównym akcjonariuszem), której nazwę zmieniono 28 czerwca 1923 r. na Allgemeine Deutsche Eisenbahn-AG. Od 1 stycznia 1926 r. jej miejsce zajęła spółka-córka Allgemeine Deutsche Eisenbahn-Betriebs-GmbH.
Po II wojnie światowej linię kolejową odebrano dotychczasowemu zarządcy i przekazano 15 sierpnia 1945 r. najpierw prowincji Saksonia, potem 15 grudnia 1946 r. przedsiębiorstwu Sächsische Provinzbahnen GmbH. Ostatecznie, 1 stycznia 1950, linię kolejową wcielono do systemu Deutsche Reichsbahn.
Stopniowa likwidacja i wyłączanie z eksploatacji linii, rozpoczęło się od wstrzymania ruchu pasażerskiego między stacjami Aschersleben i Schneidlingen – miało to miejsce 3 listopada 1963 r., jednocześnie zlikwidowano ruch towarowy do Hakelforst. Na odcinku od Schneidlingen do Kroppenstedt ruch kolejowy zlikwidowano 23 maja 1965 r., a na ostatnim czynnym odcinku do Nienhagen, 21 maja 1966 r. Co prawda, pomimo zamknięcia linii, ruch kolejowy do Hakelforst i cukrowni Gröningen funkcjonował jeszcze do 10 stycznia 1994 r., podobnie ruch towarowy między Cochstedt a Schneidlingen był możliwy jeszcze do 1 stycznia 1996 r.
Od połowy 2015 r. port lotniczy Magdeburg-Cochstedt powinien być połączony 11,5 km odcinkiem linii z Cochstedt w celu przewozu towarów. Pierwotnie połączenie to miało zostać uruchomione jeszcze w 2014 r.